# Kloster Vierzehnheiligen

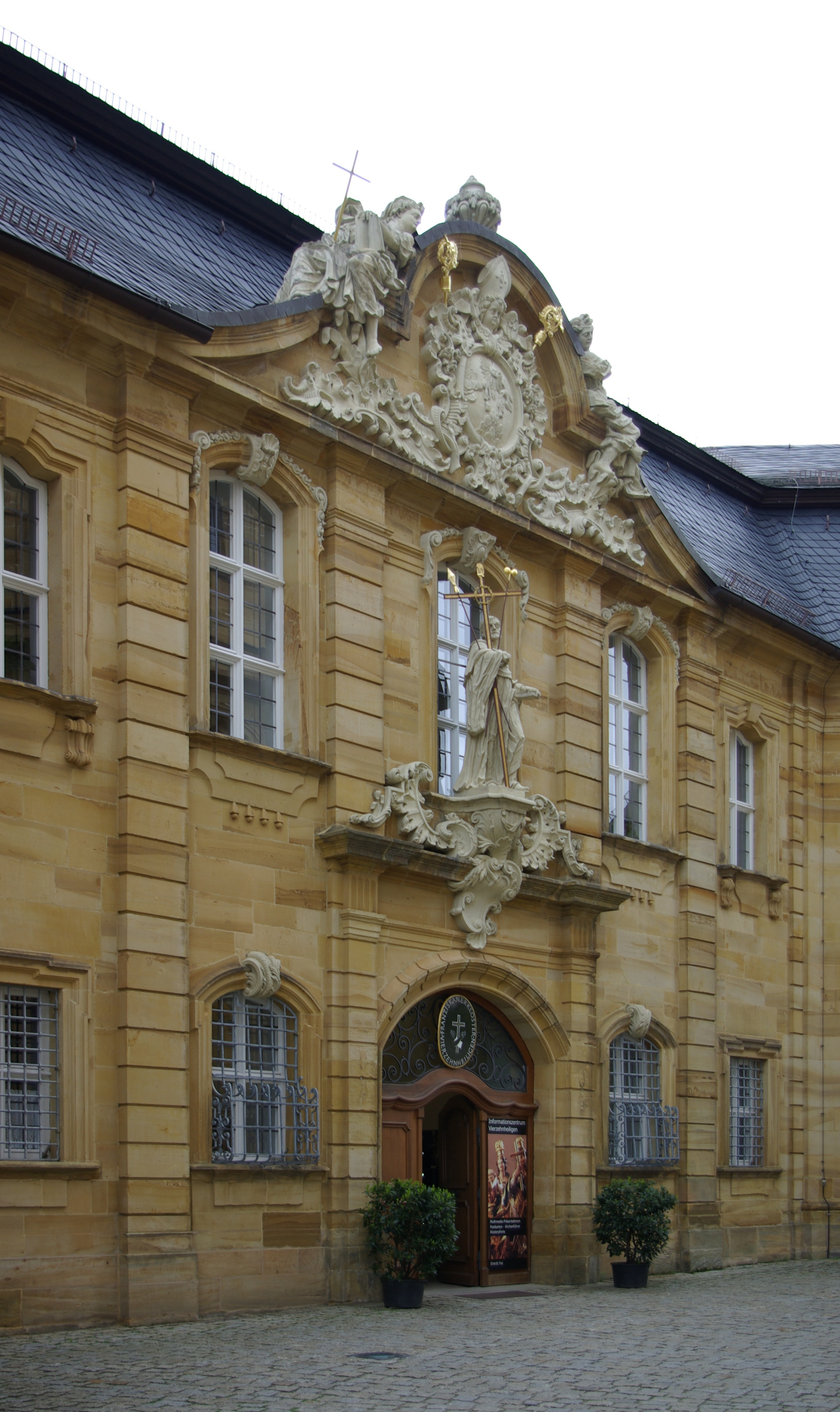
Eingang des Franziskanerklosters Vierzehnheiligen, 2010

Kloster Vierzehnheiligen ist ein Kloster der Franziskaner bei der Basilika Vierzehnheiligen bei Bad Staffelstein.

## Geschichte
Im Jahr 1839 wurden die Franziskaner der Bayerischen Ordensprovinz (heute Deutsche Franziskanerprovinz) von König Ludwig I. von Bayern beauftragt, die Betreuung der Wallfahrtskirche zu übernehmen. Von 1744 bis zur Säkularisation 1803 hatten Zisterzienser die Wallfahrer betreut.
Neben dem Franziskanerkloster gibt es das Mutterhaus der St. Franziskusschwestern von Vierzehnheiligen. Im Jahr 1890 wurde von Pater Peter Natili (1842–1914) in München ein Hauskrankenpflegeverein gegründet, der später dem Dritten Orden des heiligen Franziskus beitrat und seinen Sitz nach Vierzehnheiligen verlegte. 1921 wurde diese Gemeinschaft kirchlich anerkannt. Der Gründer, ein italienischer Hieronymit und Pflanzen-Heilkundler, musste sich in den Jahren 1899 und 1900 wegen sexuellen Missbrauchs in vier Fällen vor dem Münchner Amtsgericht verantworten, möglicherweise nahm er selber auch Abtreibungen vor. Zu seinen Opfern gehörten auch Schwestern der von ihm gegründeten Gemeinschaft.

## Klosterstudie
Die Franziskusschwestern nahmen Ende des 20. Jahrhunderts an der Klosterstudie teil. Nach den Ergebnissen leben Nonnen und Frauen der Allgemeinbevölkerung annähernd gleich lang, dicht gefolgt von Mönchen, die eine im Schnitt ein bis zwei Jahre kürzere Lebenserwartung haben als beide Frauengruppen. Deutlich abgeschlagen sind Männer der Allgemeinbevölkerung, die im Schnitt sechs Jahre kürzer leben als Nonnen und Frauen der Allgemeinbevölkerung und bis zu viereinhalb Jahre kürzer als Mönche.